# Rachicerus nigellus
Rachicerus nigellus är en tvåvingeart som beskrevs av Akira Nagatomi 1970. Rachicerus nigellus ingår i släktet Rachicerus och familjen vedflugor. Inga underarter finns listade i Catalogue of Life.